# M19 (САУ)
Спаренная 40-мм самоходная пушка M19 (англ. Twin 40mm Gun Motor Carriage M19) — американская зенитная самоходная установка (ЗСУ) 1940-х годов. 
Разработана в 1942—1944 годах, вначале на шасси лёгкого танка M5, затем на шасси более современного танка M24. 
Выпускалась серийно с апреля 1945 года до конца Второй мировой войны, всего было выпущено 300 единиц. Во Второй мировой войне M19 принять участие не успела, но активно использовалась в Корейской войне. Вскоре после её окончания M19 были сняты с вооружения США и часть из них была передана другим странам.
| Год  | 4 | 5  | 6   | 7   | 8  | Всего |
| ---- | - | -- | --- | --- | -- | ----- |
| 1945 | 1 | 24 | 100 | 125 | 50 | 300   |